# Саблезъб (комикси)
Саблезъб (на английски: Sabretooth) с истинско име Виктор Крид е измислен герой, суперзлодей на вселената Марвел Комикс. Създаден е от писателя Крис Клеърмонт и художника Джон Байърн. Първата му появява е в Iron Fist #14 през август 1977 година. Първоначално е представен като сериен убиец, който няма някакви особени способности, а по-късно като мутант с животински сетива и рефлекси - остри като нож нокти и зъби и свръх обоняние и слух. Външността му наподобява тази на лъв. Той е дефектен атентат, отговорен за много убийства, а също така и като платен наемник. В комиксите е представен като най-големия враг на Върколака. Подобно на Уолверин, също е агент на Оръжие Х. Във филма X-Men ролята се изпълнява от Тайлър Мейн.